# Hymna Spojených států amerických
Hymna Spojených států amerických je píseň The Star-Spangled Banner (česky Hvězdami posetý prapor). Text napsal Francis Scott Key a hudbu složil John Stafford Smith.

## Historie hymny

Vlajka Spojených států amerických v době vzniku písně

Text napsal právník a amatérský básník Francis Scott Key, poté, co byl během Britsko-americké války v noci z 13. na 14. září 1814 svědkem, jak posádka americké pevnosti Fort McHenry v Baltimoru úspěšně vzdoruje těžkému ostřelování z moře.
Keyova báseň The Defence of Fort McHenry (česky Obrana pevnosti McHenry) byla poprvé vytištěna 17. září a o tři dny později znovu, již pod nynějším titulem a jako píseň na melodii původně anglické pijácké anakreontské písně To Anacreon in Heaven od Johna Stafforda Smitha. Hymnou Spojených států amerických se stala rozhodnutím Kongresu dne 3. března 1931.
Jako hymna se obvykle hraje pouze první sloka.

## Text a překlady
| The Star-Spangled Banner O say, can you see, by the dawn’s early light. What so proudly we hailed at the twilight’s last gleaming? Whose broad stripes and bright stars, through the perilous fight, O’er the ramparts we watched, were so gallantly streaming? And the rocket’s red glare, the bombs bursting in air, Gave proof through the night that our flag was still there. O say does that star spangled banner yet wave O’er the land of the free, and the home of the brave? On the shore dimly seen through the mists of the deep. Where the foe’s haughty host in dread silence reposes, What is that which the breeze, o’er the towering steep, As it fitfully blows, half conceals, half discloses? Now it catches the gleam of the morning’s first beam, In full glory reflected now shines in the stream: ‘Tis the Star-Spangled Banner! O long may it wave O’er the land of the free and the home of the brave. And where is that band who so vauntingly swore That the havoc of war and the battle’s confusion A home and a country should leave us no more? Their blood has washed out their foul footsteps’ pollution. No refuge could save the hireling and slave From the terror of flight, or the gloom of the grave: And the Star-Spangled Banner, in triumph doth wave O’er the land of the free and the home of the brave. O thus be it ever when freemen shall stand Between their loved homes and the war’s desolation! Blest with vict’ry and peace, may the Heaven-rescued land Praise the Power that hath made and preserved us a nation. Then conquer we must when our cause it is just And this be our motto: “In God is our Trust.” And the Star-Spangled Banner in triumph shall wave O’er the land of the free and the home of the brave! | Hvězdotřpytný prapor Ó sděl mi, zda zříš, v ranném úsvitu zas, témuž vzdali jsme hold, hrdě v soumraku širém, pruhů ráz a hvězd jas, skrze hrůzný boj, náš vábil zrak, chrabře přes hradby, v rozletu širém? Rudá rakety záře, třesk výbušné ráže, byly za svědky, co prapor ustát dokáže; Ó sděl, hvězdotřpytný prapor, vlá stále na svém, nad zemí svobodných, statečných domovem? Na břehu, zastřeném z hlubin závojem mlh, z nepřátel zpupné hordy, děs ticha jen zbývá, Co to tam, s čím si vánek, kde tyčí se vrch, pohrává, vrtkavě cosi skrývá, odkrývá? Chytá paprsek dnes, kterýž rozbřesk naň vznes, pouhý odlesk té slávy dá hladině lesk. Toť hvězdotřpytný prapor — Ó ať vlá dál, na svém, nad zemí svobodných, statečných domovem! Kdepak banda ta je, přísahy závadné, chlubivé, že spoušť války, zmar porážky jisté nám ni domov, ni vlast, nenechá pražádné? Vlastní krví už smyli své stopy nečisté. Není úkryt, být žoldákem, nevolníkem, před děsem útěku, trudným náhrobníkem. Vítězně, hvězdotřpytný prapor tu vlaje, na svém, nad zemí svobodných, statečných domovem. Ó budiž tak vždy, kde svobodných hráz hájí domovy milé před válečnou spouští! Blažený zdárný mír; račiž zem, nebi spás vznést chvalozpěv, Moci, jež nás neopouští! Nutně pak vyhrajem, neboť po právu jdem, a buď naše motto — „Bohu důvěřujem.“ Ať hvězdotřpytný prapor hrdě vlá, dál, na svém, nad zemí svobodných, statečných domovem! |

### Doslovný český překlad
Hvězdami posetý prapor

Ach, řekni, zdali zříš ve světle časného úsvitu

co tak hrdě jsme zdravili v poslední soumračné záři?

Ty široké pruhy a jasné hvězdy, co při nebezpečném boji

nad pevností bylo vidět, jak statečně vlály?

A rudě planoucí rakety, granáty vybuchující ve vzduchu

nám v noci dokazovaly, že naše vlajka tam stále je.

Ach řekni, zda ten hvězdami posetý prapor stále vlaje

nad zemí svobodných a domovem statečných?